# Vicente Guerrero, Jiquipilas
Vicente Guerrero är en ort i Mexiko.   Den ligger i kommunen Jiquipilas och delstaten Chiapas, i den sydöstra delen av landet, 700 km sydost om huvudstaden Mexico City. Vicente Guerrero ligger 507 meter över havet och antalet invånare är 1 383.
Terrängen runt Vicente Guerrero är platt åt sydväst, men åt nordost är den kuperad. Runt Vicente Guerrero är det ganska glesbefolkat, med 38 invånare per kvadratkilometer. Närmaste större samhälle är Cintalapa de Figueroa, 14,6 km väster om Vicente Guerrero. Omgivningarna runt Vicente Guerrero är en mosaik av jordbruksmark och naturlig växtlighet.